# Alqueria del Pollastre
L’Alqueria del Pollastre, situada al terme municipal de Xirivella ratllant el terme municipal de Picanya, és una de les alqueries més representatives de l’Horta Sud pel seu valor històric i interès tipològic. El conjunt arquitectònic està format per dos edificis adossats, construïts en èpoques diferents, dels quals només es conserven els volums principals; les crugies afegides a la part superior es troben actualment en estat de ruïna.
L’edifici més antic, datat al segle xvii, presenta dues plantes distribuïdes en dues crugies i una coberta de teula àrab a dos faldons, disposats perpendicularment a la façana principal. Aquesta disposició, poc habitual en l’arquitectura rural tradicional valenciana, li atorga un caràcter singular dins del conjunt d’alqueries conservades.
L’alqueria s’ubica en una zona d’horta regada pel Braç de Dijous, on es combina el cultiu tradicional amb algunes parcel·les de tarongers. El paisatge agrícola que l’envolta encara conserva una certa qualitat visual, en contrast amb l’estat de degradació de l’edifici i de la seua parcel·la, que presenta acumulació de fem i falta de manteniment. Les parcel·les segueixen l’estructura típica de l’horta, amb trossos estrets i allargats, adaptats al sistema de reg.